# Bulat Okudjava
Bulat Okudjava   (Moscou, 9 de maig de 1924 - Clamart, 12 de juny de 1997), nom complet amb patronímic Bulat Xàlvovitx Okudjava, rus: Була́т Ша́лвович Окуджа́ва, georgià: ბულატ ოკუჯავა, fou un poeta, escriptor, músic, novel·lista i cantautor soviètic i rus d'ascendència georgiana-armènia. Va ser un dels fundadors del gènere soviètic anomenat "cançó d'autor" (rus: авторская песня, àvtorskaia pésnia), o "cançó de guitarra", i l'autor d'unes 200 cançons, basades en la seva pròpia poesia. Les seves cançons constitueixen una barreja de tradicions poètiques i folklòriques russes i l'estil francès dels chansonniers representat per contemporanis d'Okudjava com Georges Brassens. Tot i que les seves cançons mai no foren manifestament polítiques (en contraposició a les d'alguns dels seus compatriotes soviètics), la frescor i la independència de la veu artística d'Okudjava presentaven un desafiament subtil per a les autoritats culturals soviètiques, que durant molts anys es mostraren vacil·lants a l'hora de reconèixer oficialment Okudjava.

## Vida
Bulat Okudjava va néixer a Moscou el 9 de maig de 1924 en una família de comunistes que havien arribat de Tbilisi, la capital de Geòrgia, per estudiar i treballar per al Partit Comunista. Fill de pare georigià, Xalva Okudjava, i mare armènia, Aixkhen Nalbandian, Bulat Okudjava parlava i escrivia només en rus. La mare d'Okudzava era la neboda d'un conegut poeta armeni, Vahan Terian. El seu pare va servir com a comissari polític durant la Guerra Civil Russa i com a membre del Partit Comunista d'alt rang sota la protecció de Sergo Ordjonikidze posteriorment. El seu oncle Vladímir Okudjava era un anarquista i un terrorista que va abandonar l'Imperi Rus després d'un intent fallit d'assassinar el governador de Kutaisi. Formava part dels passatgers del famós tren segellat que va lliurar Vladímir Lenin, Grigori Zinóviev i altres líders revolucionaris de Suïssa a Rússia el 1917.
Xalva Okujava fou arrestat el 1937 durant la Gran Purga, acusat de trotskisme i "sabotatge" (rus: Вредительство Vredítelstvo) i executat poc després, juntament amb els seus dos germans. La seva esposa també va ser arrestada el 1939 «per actes antisoviètics » i enviada a un gulag. Bulat va tornar a Tbilissi per viure amb els seus parents. La seva mare va ser alliberada el 1946, però va ser arrestada per segona vegada el 1949 i passà cinc anys més en camps de treball. Fou alliberada completament el 1954 i fou rehabilitada el 1956, juntament amb el seu marit, després del XX Congrés del PCUS.
El 1941, als 17 anys, un any abans de la seva graduació escolar, es va oferir voluntari per anar a la infanteria de l'Exèrcit Roig i, a partir de 1942, va participar en la guerra contra l'Alemanya nazi. Després d'abandonar l'exèrcit el 1944, va tornar a Tbilissi, on va passar els seus exàmens de graduació i es va matricular a la Universitat Estatal de Tbilissi, on es va graduar el 1950. Després de graduar-se, va treballar com a professor, primer en una escola rural del poble de Xamordino de la regió de Kaluga i més tard a la pròpia ciutat de Kaluga.
El 1956, tres anys després de la mort de Ióssif Stalin, Okudjava va tornar a Moscou, on va treballar primer com a editor a l'editorial Molodaia Gvàrdia (Jove Guàrdia), i més tard com a cap de la divisió de poesia al setmanari literari més destacat de l'antiga URSS, Literatúrnaia Gazeta ("Diari literari"). Va ser llavors, a la meitat de la dècada dels 50, que va començar a compondre cançons i a interpretar-les, acompanyant-les amb una guitarra russa. Aquest període (1956-1967) inclou la composició de moltes cançons famoses d'Okudjava: «На Тверском бульваре» ("Un bulevard de Tverskoi"), «Песенка о Лёньке Королёве» ("Una cançó sobre Lionka Koroliov"), «Песенка о голубом шарике» ("Una cançó sobre una bola blava"), «Сентиментальный марш» ("Marxa sentimental"), «Песенка о полночном троллейбусе», ("Cançó sobre el troleibús de mitjanit"), «Не бродяги, не пропойцы» ("No rodamóns, no bevedors"), «Московский муравей» ("La formiga de Moscou"), «Песенка о комсомольской богине» ("Cançó sobre la deessa Komsomol") i altres.
El 1961, al famós almanac "Pàgines de Tarussa", editat per Konstantín Paustovski, es va publicar la seva primera novel·la autobiogràfica «Будь здоров, школяр!», criticada repetidament per la crítica literària de l'època. Posteriorment, es van imprimir diverses col·leccions de relats i relats autobiogràfics, així com la novel·la autobiogràfica «Упраздненный театр» ("Teatre abolit") que va guanyar el Premi Booker rus el 1994.
El 1962 va aparèixer per primer cop a la gran pantalla en el llargmetratge Reacció en cadena on interpretava "Cançó sobre el troleibús de mitjanit". En total, la música o les lletres d'Okudjava han aparegut en més de 80 films.
Okudjava es va convertir en un dels representants més prominents del gènere de la cançó d'autor rus (que es va fer molt popular amb l'adveniment de les enregistradores), juntament amb Vladímir Vissotski (va qualificar Okudjava com a "professor espiritual"), Aleksandr Gàlitx i Iuri Vízbor. En aquest gènere, Okudjava va formar el seu propi corrent.
El 1967, durant un viatge a París, va gravar 20 cançons a l'estudi "Le Chant du Monde". El 1968, a partir d'aquests discos, es va publicar el primer disc de les cançons d'Okudjava a França: Le Soldat en Papier. El mateix any, es va publicar a Polònia un enregistrament de les seves cançons interpretades per artistes polonesos, i l'autor va presentar la cançó «Прощание с Польшей» ("Adéu a Polònia").
Des de mitjan anys setanta, els enregistraments d'Okudjava van començar a aparèixer a l'URSS: entre 1974 i 1975, es va enregistrar el primer disc de llarga durada (publicat el 1976). Va ser seguit en 1978 pel segon "disc-gegant" soviètic. A mitjan anys vuitanta, Okudjava va gravar dos discs gegants més: «Песни и стихи о войне» ("Cançons i poemes sobre la guerra") i «Автор исполняет новые песни» ("L'autor interpreta noves cançons").
Tot i que les cançons d'Okudjava no van ser publicades per cap organització de mitjans oficials fins a finals dels anys setanta, van aconseguir ràpidament una enorme popularitat, especialment entre la intel·liguèntsia, principalment a la URSS al principi, però aviat també entre els russos d'altres països. Vladímir Nabókov, per exemple, va citar la seva Marxa sentimental a la novel·la Ada o l'Ardor.
Okudjava, no obstant això, es considerava a si mateix més aviat com un poeta i afirmava que els seus enregistraments musicals eren insignificants. Durant la dècada del 1980, també va publicar una gran quantitat de prosa. A la dècada del 1980, els enregistraments d'Okudjava interpretant les seves cançons van començar a publicar-se oficialment a la Unió Soviètica i es van publicar molts volums de la seva poesia. El 1991 va rebre el Premi Estatal de l'URSS. Va donar suport al moviment de reforma a l'URSS i, a l'octubre de 1993, va signar la Carta de Quaranta-Dos. La seva temàtica general és la condemna de la guerra, la soledat, l'esperança i la desesperança.
El 23 de juny de 1995 va oferir el que seria el seu últim concert a la seu de la UNESCO a París.
El 12 de juny de 1997, a l'edat de 74 anys, Bulat Okudjava moria en un hospital militar a Clamart, prop de París. Abans de la seva mort, va ser batejat amb el nom de Ioann, rus: Иоанн en memòria del sant màrtir Joan el Guerrer. Això va succeir a París amb la benedicció de l'arximandrita Joan). Va ser enterrat al cementiri de Vagànkovo de Moscou. Un monument marca l'edifici del carrer Arbat 43, on va viure. La seva datxa a Peredélkino és ara un museu obert al públic.
Un planeta menor, el 3149 Okudzhava, descobert per l'astrònoma txeca Zdeňka Vávrová el 1981, rep el seu nom. Les seves cançons segueixen sent molt populars i s'interpreten amb freqüència. També es fan servir sovint per ensenyar rus.

## Música
Okudjava, com la majoria dels bards, no tenia un bagatge musical molt ampli. Va aprendre a tocar la guitarra amb ajuda d'alguns amics. També sabia tocar alguns acords bàsics al piano.
Afinava la seva guitarra russa de set cordes amb la «afinació russa» de Re-si-sol-re-do-sol-re (comptant des de la corda més prima [aguda] de sota, fins a la més gruixuda [greu] de dalt), tot i que de vegades la baixava un o dos semitons (trasts) per acomodar-la més a la seva veu greu de baríton.
Tocava d'una manera clàssica, generalment prement les cordes amb els dits en un lent arpegi ascendent i descendent, o en un patró de vals, amb una línia melòdica de baix que ell premia amb el polze.
Primer Okudjava va aprendre tres acords bàsics, però cap al final de la seva vida deia que ja havia après un total de set acords.
Moltes de les cançons d'Okudjava estan en la tonalitat de do menor (que ell aconseguia «baixant» el si bemoll) o en  la  menor, centrades en l'acord de do menor.
Cap als anys noranta, Okudjava va adoptar la guitarra de sis cordes, però mantenint l'afinació russa (a la qual li llevava la quarta corda), la qual cosa resultava adequat per la seva manera de tocar.

## Discografia
- Le Soldat en Papier (Le Chant Du Monde, 1968)
- Песни Булата Окуджавы  ('Cançons de Bulat Okudzhava'). Rússia: Мелодия ('Melodia'), 1966. Д 00.016.717-8.
- Булат Окуджава. "Песни" . Rússia: Melodia, 1973. 33Д-00.034.883-84) - Cançons
- Булат Окуджава. Песни (стихи и музыка). Исполняет автоp  ('Cançons (lletra i música). Interpretades per l'autor'). Rússia: Melodia, 1976. М40 38867.
- Булат Окуджава. "Песни"  ('Cançons'). Rússia: Melodia, 1978. Г62 07097.
- Булат Окуджава. "Песни" . Исполняет Булат Окуджава  ('Canta Bulat Okudjava'). Rússia: Melodia, 1981. С60 13331.
- Булат Окуджава. Песни и стихи о войне  ('Cançons i versos de la guerra'). Rússia: Melodia, 1985. М40 46.401 003.
- Булат Окуджава. "Новые песни"  (Noves cançons). Rússia: Melodia, 1986. С60 25001 009.
- Булат Окуджава. "Песенка, коpоткая, как жизнь сама ..."  ('Cançoneta curta com la vida mateixa …). Rússia: Melodia, 1987. С62 25041 006.
- Пока земля еще вертится  ('Mentre la Terra de voltes'). SoLyd Records, CD, 1994.
- А как первый  ('Com el primer'). SoLyd Records, CD, 1997.
- Когда опустеет Париж ('Quan París es quedi desert'), 1995.
- Концерт в США ('Recital als EUA'), 1995.
- А как первая любовь ('Com el primer amor'), 2002.
- Музыка арбатского двора. Песни об Арбате ('Música d'un pati a Arbat. Cançons d'Arbat), 2002.
- Чудесный вальс  ('Meravellós vals'), 2004.
- Лучшие песни  ('Les millors cançons'), 2006.

## Obra literària

### Col·leccions poètiques
- 1956:  Лирика  (Lírica)
- 1959:  Острова  (Illes)
- 1964:  Веселый барабанщик  (Timbaler jovial)
- 1964:  По дороге к Тинатин  (El camí a Tinatín)
- 1967:  Март великодушный  (Març generós)
- 1976:  Арбат, мой Арбат  (Arbat, el meu Arbat)
- 1984-1985:  Стихотворения  (Versos)
- 1988:  Посвящается вам  (Dedicat a vosaltres)
- 1989:  Избранное  (Obres selectes)
- 1989:  Песни  (Cançons)
- 1989:  Песни и стихи  (Versos i cançons)
- 1991:  Капли Датского короля  (Gotes del rei de Dinamarca)
- 1993:  Милости судьбы  (Favors del destí)
- 1995:  Песенка о моей жизни  (La cançoneta de la meva vida)
- 1996:  Чаепитие на Арбате  (El te a Arbat)
- 1996:  Зал ожидания  (Sala d'espera)

### Prosa
- 1961: Будь здоров, школяр  (Que t'ho passis bé, escolar!, traduïda al català com a Bona sort, company!)
- 1967: Фронт приходит к нам  (El front ve a nosaltres)
- 1970: Фотограф Жора  (El fotògraf Jora)
- 1971: Бедный Авросимов ( Глоток свободы) (El pobre Avróssimov)
- 1971-1993: Прелестные приключения  (Les aventures encantadores; l'agent de Tula)
- 1975-1992: Похождения Шипова, или Старинный водевиль  (Les extraordinàries aventures de l'agent secret estil Xipov perseguint el comte Lev Tolstoi l'any 1862).
- 1979: Избранная проза  (Prosa selecta)
- 1979: Путешествие дилетантов  (El viatge dels diletants)
- 1985: Свидание с Бонапартом  (La cita amb Bonaparte)
- 1988: Девушка моей мечты  (La noia del meu somni)
- 1989: Избранные произведения  (Obres selectes en 2 volums)
- 1991: Приключения секретного баптиста  (Les aventures del baptista secret)
- 1992: Повести и рассказы  (Novel·les curtes i relats)
- 1993: Заезжий музыкант  (El músic viatjant)
- 1995: Упраздненный театр  (Tancar el temps, obrir els ulls. Crònica familiar)

### Guions de cinema
- 1965:  Верность  (Fidelitat (amb P. Todorovski)
- 1966:  Частная жизнь Александра Сергеича, или Пушкин в Одессе  (La vida privada de Puixkin, o Puixkin a Odessa (amb la seva segona esposa O. Artsimóvitx)
- 1967: Женя, Женечка и «катюша» (Eugeni, Eugeneita i "katiuixa" (amb V. Motil)
- 1978:  Мы любили Мельпомену ...  (Nosaltres volíem Melpòmene... (amb la seva segona esposa O. Artsimóvitx)

## Traduccions al català
- Bona sort, company!. (original rus: Будь здоров, школяр! Bud zdorov, xkoliar!) Traducció de Monika Zgustová. Editorial La Galera, Barcelona. 1984